# Línguas do Senegal
O Senegal tem o francês como língua oficial, mas só é falado de forma corrente por uma minoria da população do país educada nas escolas da era colonial de origem francesa (escolas corânicas são ainda mais populares, mas o árabe não é muito falado fora deste contexto). Enquanto, a maioria dos habitantes falam na sua própria língua étnica. O Senegal é um país multilíngue, o Ethnologue lista 36 línguas faladas no país.
Em termos de uso, o uolofe é a língua franca e a língua mais falada no Senegal, como primeira ou segunda língua (80%).
Na educação para deficiente auditivo no Senegal usa a língua de sinais americana, introduzida pelo missionário estadunidense surdo Andrew Foster. A língua local é a língua de sinais de Mbour.

## Francês
A língua francesa, que foi herdada do período colonial, é a língua oficial do Senegal. Ela é usada pela administração e compreendida por cerca de 15-20% de todos os homens e cerca de 1-2% de todas as mulheres. O Senegal é um Estado-membro da OIF (Organização Internacional da Francofonia). O senegalês Abdou Diouf ocupou o cargo de Secretário Executivo da OIF, entre 2003 e 2014.
Um relatório para o Conselho Superior da Francofonia em Paris, de 1986, afirmou que, no Senegal, 60 mil pessoas falavam o francês como língua nativa e 700 mil falavam o francês como segunda língua. A população total do Senegal na época era de 6,5 milhões.

## Línguas africanas
No Senegal são faladas várias línguas de origem africana, especialmente em Dacar, onde o uolofe é a língua franca. O pular é falado pelos fulas e tuculores. A língua sererê é amplamente falada tanto por sererês como por não sererês (incluindo o presidente Macky Sall, cuja esposa é sererê); assim são também as línguas cangin, cujos oradores são etnicamente sererês. As línguas jolas são faladas em Casamança.[carece de fontes?]

## Línguas crioulas
Uma língua crioula de base portuguesa, localmente conhecida como português, que é uma língua minoritária proeminente em Ziguinchor, a capital regional da Casamança, falada por crioulos portugueses locais (que são em torno de 55 mil na sua maioria habitantes de Ziguinchor, mas ainda é encontrado muitos falantes em outras cidades da Casamança), e imigrantes oriundos da Guiné-Bissau. A comunidade cabo-verdiana residente no Senegal, falam um crioulo português semelhante, o crioulo cabo-verdiano, e o português na sua forma padrão.[carece de fontes?]

## Português
A língua portuguesa foi introduzida no ensino secundário do Senegal, em 1961, em Dacar pelo primeiro presidente do país, Léopold Sédar Senghor, e que está atualmente disponível em mais regiões do Senegal e também é ensinada no ensino superior. É especialmente prevalente em Casamança por ser relacionada com a identidade cultural local. Em 2008, o Senegal, devido às suas ligações históricas a colonização portuguesa em Casamança, foi admitido como Observador Associado da CPLP (Comunidade dos Países de Língua Portuguesa).
No Senegal, o ensino da língua portuguesa é notório, em comparação com outros países, tem no Senegal um estatuto privilegiado. Ela é estudada desde cedo, no ensino médio, secundário e superior. Os números falam por si: mo ano letivo de 2009-2010 existiam em torno de 23 mil alunos de língua portuguesa nos ensinos médio e secundário do Senegal em estabelecimentos de 12 das 14 regiões do país (este número vem em um crescimento constante durante as últimas décadas), no ano letivo seguinte esse número teve um acréscimo de alunos superior a mil.
As explicações para esse interesse pela língua portuguesa são variadas, sendo uma delas é porque o francês é uma língua românica, devido a vizinhança com a Guiné-Bissau, a presença de uma significativa comunidade de imigrantes guineenses e cabo-verdianos, que falam um crioulo com base lexical portuguesa ou o próprio português e, em termos históricos, a presença dos portugueses nessa área. A região de Casamança fez parte do Império português até o ano de 1886 quando foi cedida ao Império colonial francês.

## Questão sobre a língua oficial
O francês, a única língua oficial do país, está enfrentando uma reação como consequência de um movimento linguístico nacionalista senegalês crescente, que apoia a integração do uolofe, a língua vernacular comum do país, na constituição nacional.
A língua uolofe reina absoluta no país. A grande maioria dos senegaleses são incapazes de formular frases em francês. Alguns nunca foram à escola. Entre aqueles que foram lá, muitos raramente escutam a língua francesa, muitos professores preferem falar o uolofe, mesmo durante as aulas. Na televisão e rádio, o uolofe também domina. Programas em francês são uma minoria. Debates políticos, sociais ou culturais ocorrem geralmente em uolofe. O francês somente aparece nas telenovelas estadunidenses ou séries indianas que são dubladas em francês. O francês também não aparece em qualquer legenda em debates em uolofe.
No Senegal, muitos professores se queixam de uma queda geral do nível de francês. Os falantes de francês vem diminuindo significativamente nos últimos anos. Os professores muitas vezes falam uolofe. O uolofe domina a vida de todos os habitantes do país. O francês por vezes praticado tornou-se hesitante ou acadêmico. A população sente como se estivesse falando uma língua estrangeira. Ou até mesmo uma língua morta.